# Fraza nominalna
Fraza nominalna, zwana również frazą rzeczownikową, grupą nominalną lub NP – w gramatykach bezkontekstowych, a zwłaszcza w gramatyce generatywno-transformacyjnej – fraza, której nadrzędnikiem jest rzeczownik.

## Budowa frazy nominalnej
Najprostsza fraza nominalna złożona jest wyłącznie z rzeczownika:
- NP → N
- John

Rzeczownik określany jest często przez przedimki, zaimki wskazujące, liczebniki itp. Wchodzą one w skład grupy nominalnej:
- NP → Det N
- the box

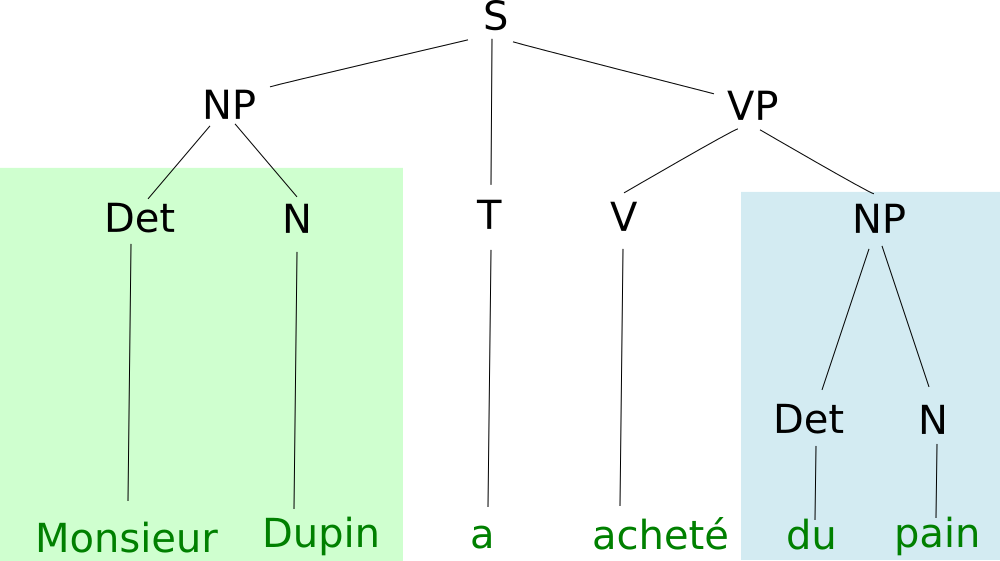
Fraza nominalna jako podmiot i dopełnienie

Rzeczowniki mogą być modyfikowane przez przymiotniki, przy czym może ich być dowolna liczba:
- NP → Det (Adj) N
- the small box

Innym możliwym sposobem modyfikacji frazy nominalnej jest fraza przysłówkowa:
- NP → Det (Adj) N (PP)
- the small box with sweets

Pojemność frazy rzeczownikowej nie ogranicza się do jednej frazy przysłówkowej:
- NP → Det (Adj+) (Adj+) N (PP+) (PP+)
- the small yellow box of pastry with a glistening lid

Inną możliwą modyfikacją frazy nominalnej jest fraza przymiotnikowa, przy czym zawarty w niej przysłówek modyfikuje najczęściej przymiotnik, a nie rzeczownik:
- AdvP → (AP) A
- very yellow

- NP → Det (AP) N (PP)
- a very small book with yellow covers

Grupa nominalna może występować nie tylko w charakterze podmiotu, ale np. dopełnienia, funkcjonując samodzielnie albo będąc elementem frazy przysłówkowej:
- PP → P NP
- with a knife

Drzewo składniowe frazy a very small green book with a black girl on its cover wygląda następująco:

## Fraza nominalna w języku francuskim
Francuska fraza nominalna składa się z rzeczownika i jego określników. W języku francuskim istnieją następujące rodzaje określników:
- rodzajniki: un stylo,, la valise, du pain
- zaimki wskazujące: cette maison, cet homme
- przymiotniki dzierżawcze: son cahier, notre bagnole
- liczebniki: trois chomeurs, quatre livres.

Determinanty mogą występować zarówno pojedynczo, jak i w grupach. Jako określniki mogą występować również przymiotniki pytające lub wykrzyknikowe, takie jak quel, jak również przysłówki wskazujące na ilość: beaucoup de, trop de.
- ces quelques roses → tych kilka róż
- leur deux enfants → ich dwoje dzieci
- Quelle heure est t-il? → Która jest godzina?
- Quel merveilleux jardin! → Jaki piękny ogród!
- Il y a beaucoup de vent aujourd'hui.

Innymi elementami grupy nominalnej mogą być:
- przymiotnik oznaczający jakość lub pochodzenie un gâteau francais
- przydawka: mon livre de français.

Fraza nominalna może zostać zastąpiona zaimkiem wskazującym, dzierżawczym, pytającym, osobowym lub nieokreślonym:
- ce livre → celui-ci
- ta raquette de tenis → la tienne
- Quel vin préfères-tu? → Lequel préfères-tu?
- Ils regardent le film polonais → Ils le regardent.

Drzewo składniowe frazy les trois très vieux livres de français: